# 東日本大震災による各種施設の被害

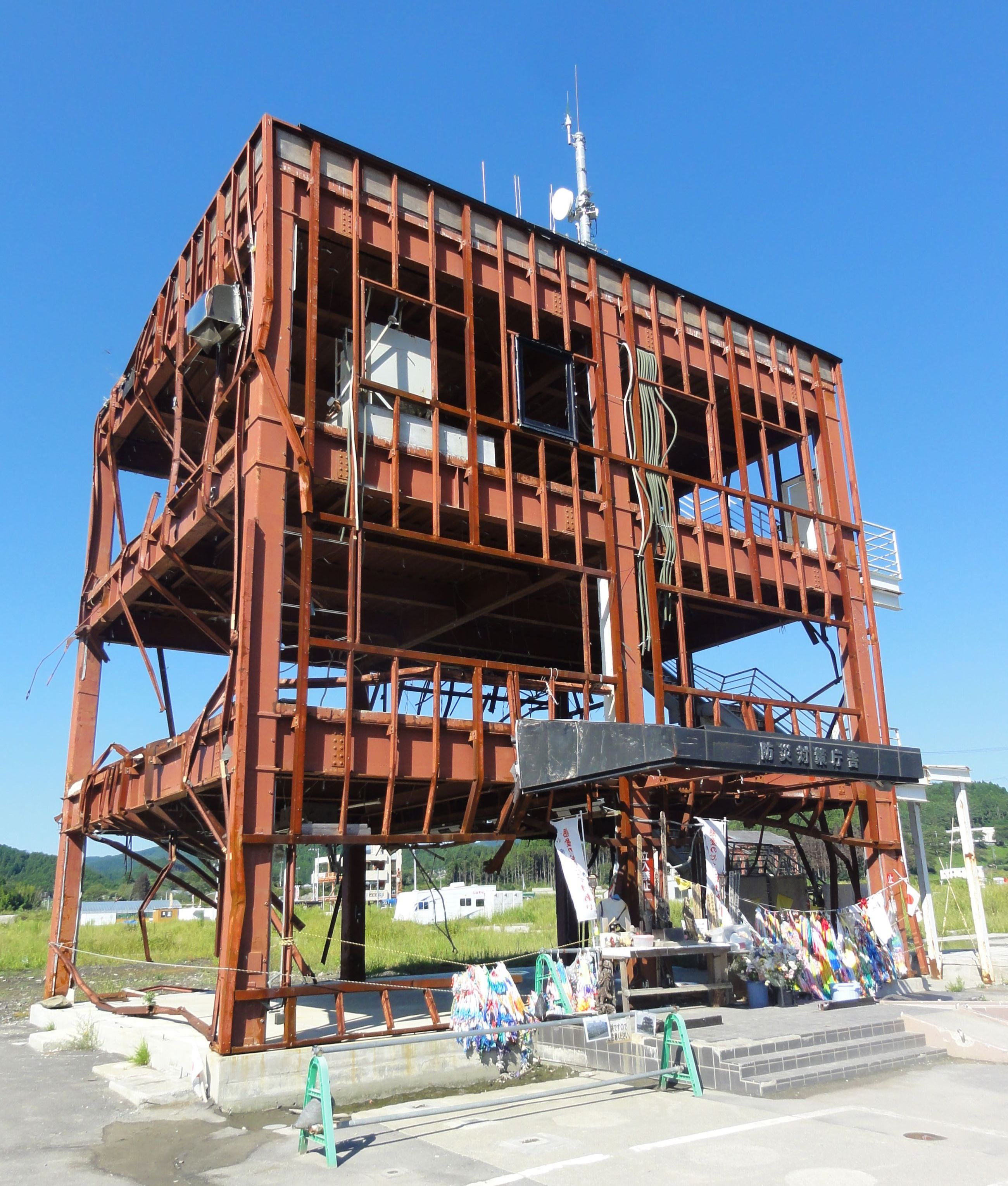
津波で被災した南三陸町防災対策庁舎

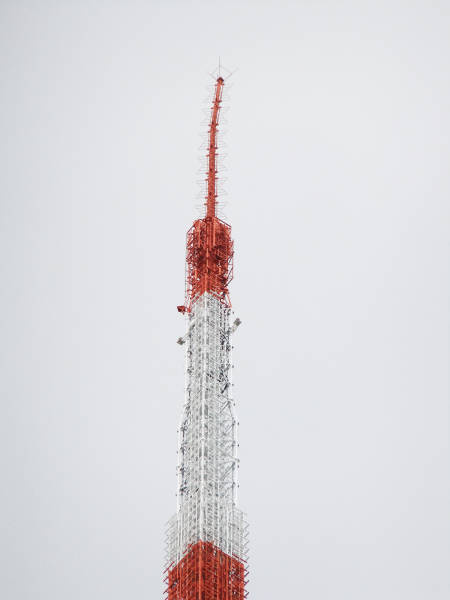
東京タワーの曲がったアンテナ（2011年3月11日、東京都港区）

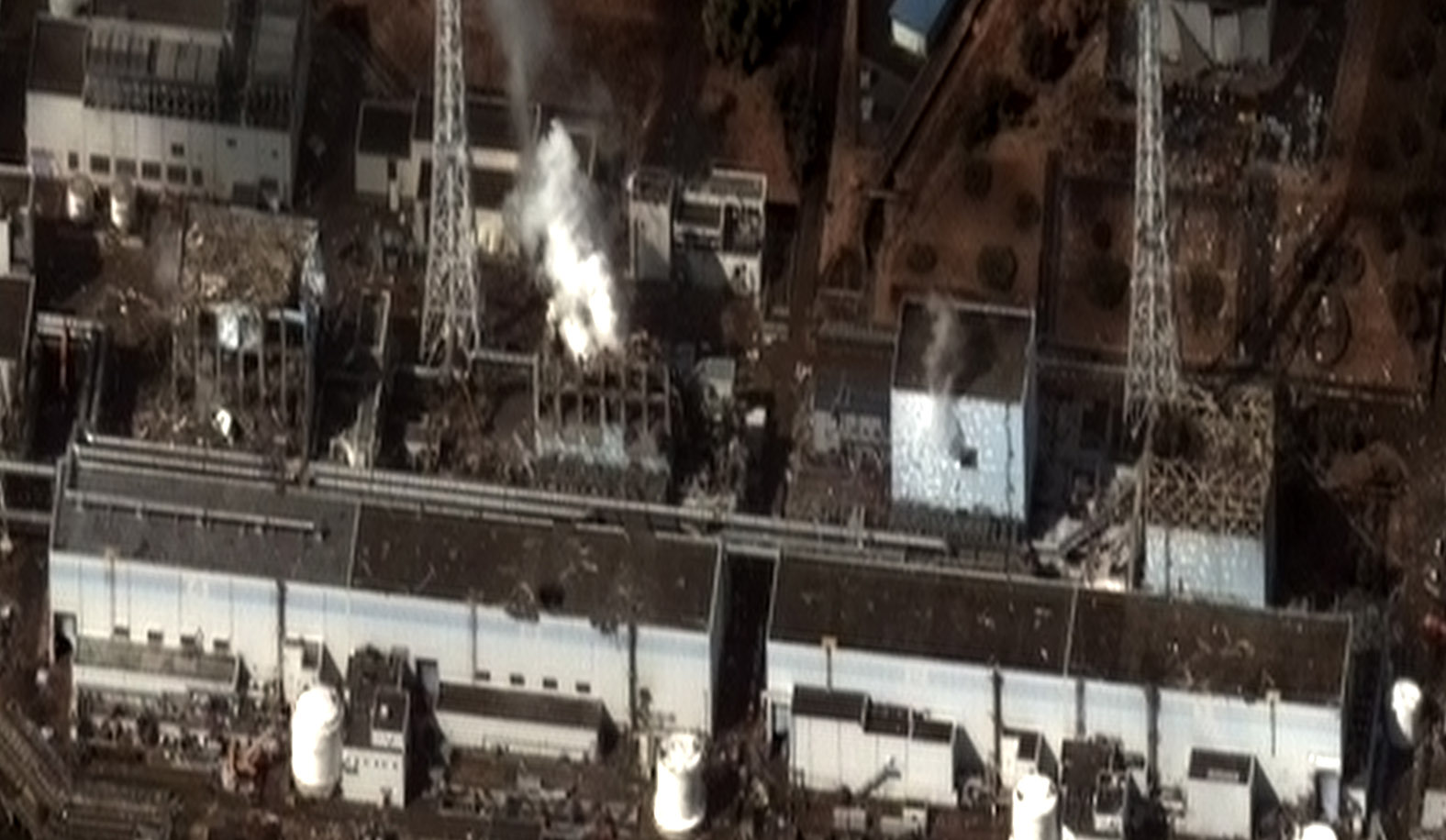
福島第一原子力発電所

東日本大震災による各種施設の被害（ひがしにほんだいしんさいによるかくしゅしせつのひがい）では、東日本大震災（東北地方太平洋沖地震）によって各種施設に生じた被害の事例について記す。

## 政府の推計被害額
2011年6月24日、内閣府は被害が甚大であり、その時点で全体像の把握はできないもののストック（建築物、ライフライン施設、社会基盤施設等）の推計被害額を復旧と復興の議論の参考に資するためとして発表した。なおこの推計には福島第一原子力発電所事故による被害額は含まれない。
| 項目             | 推計被害額     | 項目明細                                                           |
| ---------------- | -------------- | ------------------------------------------------------------------ |
| 建築物等         | 約10兆4000億円 | 住宅・宅地、店舗・事務所、工場・機械等                             |
| ライフライン施設 | 約1兆3000億円  | 水道、ガス、電気、通信・放送施設                                   |
| 社会基盤施設     | 約2兆2000億円  | 河川、道路、港湾、下水道、空港等                                   |
| 農林水産関係     | 約1兆9000億円  | 農地・農業用施設、林野、水産関係施設等                             |
| その他           | 約1兆1000億円  | 文教施設、保健医療・福祉関係施設、廃棄物処理施設、その他公共施設等 |
| 総計             | 約16兆9000億円 |                                                                    |

国土交通省による阪神・淡路大震災の推計被害額は約9兆6000億円である。

## 産業施設
岩手県から千葉県までの太平洋岸では、製油所や多くの工場が被災し、産業界にも幅広く影響が出ている。

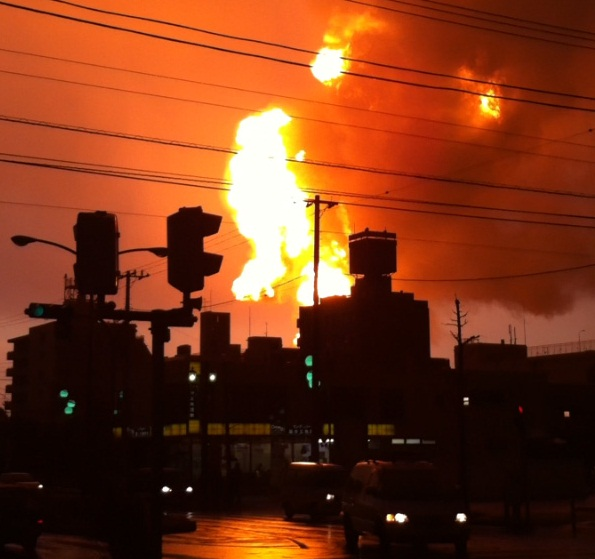
炎上する製油所（2011年3月11日、千葉県市原市）

- 千葉県市原市にあるコスモ石油千葉製油所では、高圧ガスタンクが落下して下にあったガス管が破裂し、爆発炎上した[3]。21日に鎮火を確認したが、ガスタンク25基のうち少なくとも13基を失った[4]。また作業員6人が負傷し、うち1人が重傷を負った[5]。この火災に伴うデマが広がった。

- 宮城県仙台市にあるJX日鉱日石エネルギー仙台製油所では、陸上出荷設備で火災が発生した[6]。

- 岩手県久慈市にある独立行政法人石油天然ガス・金属鉱物資源機構（日本地下石油備蓄株式会社）の久慈国家石油備蓄基地では、地上設備がほぼ全滅し、原油の受け渡しができなくなった。地下の岩盤にある原油約170万キロリットルには影響がなかった[7]。2013年3月末に地上部を復旧し、2014年4月末には津波対策工事も完了して復旧工事が終了した[8]。

- 茨城県鹿嶋市にある住友金属工業鹿島製鉄所では、ガスホルダーで火災が発生した[9]。

## 官公庁
官公庁施設については、東北・関東・北海道・中部で計370施設が被害を受けた。
被害総額については集計がない。主要な施設の被害は以下の通り。
| 所在地         | 施設名                       | 業務再開日   | 被害概要                        |
| -------------- | ---------------------------- | ------------ | ------------------------------- |
| 宮古市         | 宮古市役所                   | 3月25日      | 1階部分浸水                     |
| 釜石市         | 釜石市役所                   | 10月1日      | 1階・地階部分浸水・受電設備喪失 |
| 大槌町         | 大槌町役場                   | 隣地に移転   | 全壊・死者夥多                  |
| 陸前高田市     | 陸前高田市役所               | 移転         | 全壊・死者夥多                  |
| 北上市         | 北上市役所                   | 休業せず     | 給水・空調設備喪失              |
| 遠野市         | 遠野市役所                   | 移転         | 全壊                            |
| 南三陸町       | 南三陸町役場                 | 移転         | 全壊・死者夥多                  |
| 女川町         | 女川町役場                   | 移転         | 全壊                            |
| 石巻市         | 石巻市役所                   | 数日後       | 1階部分が数日間水没             |
| 石巻市         | 石巻市役所北上総合支所       | 移転         | 全壊・死者夥多                  |
| 石巻市         | 石巻市役所雄勝総合支所       | 移転         | 全壊                            |
| 亘理町         | 亘理町役場                   | 隣地に移転   | 躯体損傷・使用不能              |
| 山元町         | 山元町役場                   | 隣地に移転   | 躯体損傷・使用不能              |
| 福島市         | 福島県庁東分庁舎             | 一部移転     | 躯体損傷・使用不能              |
| 郡山市         | 郡山合同庁舎北分庁舎         | 一部移転     | 躯体損傷・使用不能              |
| 郡山市         | 郡山市役所                   | 未定         | 躯体損傷・崩落により死者        |
| 国見町         | 国見町役場                   | 移転         | 地盤液状化・使用不能            |
| 須賀川市       | 須賀川市役所                 | 移転         | 躯体損傷・使用不能              |
| 双葉町         | 双葉町役場                   | 移転         | 原発地域                        |
| 大熊町         | 大熊町役場                   | 移転         | 原発地域                        |
| 富岡町         | 富岡町役場                   | 移転         | 原発地域                        |
| 楢葉町         | 楢葉町役場                   | 移転         | 原発地域                        |
| 飯舘村         | 飯舘村役場                   | 移転         | 原発地域                        |
| 葛尾村         | 葛尾村役場                   | 移転         | 原発地域                        |
| 広野町         | 広野町役場                   | 2012年3月1日 | 原発地域                        |
| 川内村         | 川内村役場                   | 2012年4月1日 | 原発地域                        |
| 水戸市         | 水戸市役所                   | 建て替え     | 躯体損傷・使用不能              |
| 高萩市         | 高萩市役所                   | 移転         | 躯体損傷・使用不能              |
| 笠間市         | 笠間市役所笠間支所           | 移転         | 躯体損傷・使用不能              |
| 佐野市         | 佐野市役所                   | 移転         | 躯体損傷・使用不能              |
| 大田原市       | 大田原市役所                 | 建て替え     | 躯体損傷・使用不能              |
| かすみがうら市 | かすみがうら市役所千代田庁舎 | 移転         | 躯体損傷・使用不能              |
| 日立市         | 日立市役所                   | 一部移転     | 躯体損傷・3階より上層使用不能   |
| 秩父市         | 秩父市役所                   | 建て替え     | 躯体損傷・使用不能              |
| 習志野市       | 習志野市役所                 | 移転         | 躯体損傷・使用不能              |
| 江東区         | 国土交通省青海総合庁舎       | 休業せず     | 7階から出火                     |

## 公共施設
本震でホールの天井が崩落したり、建物が倒壊・損壊する被害が、東北地方と関東地方の広い範囲で発生した。
- 東京都千代田区の九段会館では、天井が一部崩落して2人が死亡し、26人が重軽傷を負った[15]。九段会館を運営する日本遺族会は、この事故を受けて閉館と建物の国への返還を決定した[16]。この件では遺族会が会館管理者として業務上過失致死罪で犠牲者遺族から提訴されている。
- 神奈川県川崎市にあるミューザ川崎シンフォニーホール（2004年竣工）は、天井が崩落し、2013年3月31日まで閉館となった。

詳細は、ミューザ川崎シンフォニーホール#東日本大震災による被害を参照。
- 千葉県船橋市の船橋市西図書館では、現施設での再開館が困難であることが判明したため、当面は長期休館とし、一部サービスについては近隣施設での取り扱いを再開した[17]。
- 千葉市稲毛区にある千葉県総合スポーツセンター内の千葉県野球場では、一部で外壁・内装が落下したことから立ち入り禁止の措置がとられた。7月24日に使用制限が解除されたが、全国高校野球選手権大会県予選などの日程に影響を及ぼした。
- 茨城県水戸市の茨城県立図書館では、建物の天井や壁面の損壊、蔵書約61万冊のうち8割以上の散乱が発生した。施設の修復、蔵書の整理と修復に半年を要し、9月10日に再開館した[18]。
- 埼玉県川口市の川口市民会館は、震災の影響により安全性に問題があることから休館となり、2016年3月31日で廃止となった（その後川口市役所用地に）[19]。

### 学校
震災が発生したのは、年度末の卒業式や終業式が行われる時期に当たったが、震災の被害によって元の校舎で卒業式や終業式並びに入学式、次年度を迎えることができなかった学校も多くあった。詳細は各学校の記事を参照。
岩手県
- 岩手県立高田高等学校 - 津波によって校舎が全壊したため、岩手県立大船渡東高等学校の校舎を借用して新学期を開始した。

宮城県
- 石巻市立大川小学校 - 津波によって校舎の損傷だけでなく、避難中の児童74人、教職員10人が死亡・行方不明となった。難を逃れた児童22人が石巻市立飯野川第一小学校へ通学している。

栃木県
- 那須高原海城中学校・高等学校 - 校舎が被災したため、東京都内の仮校舎への移転を余儀なくされた。後に生徒募集自体を停止せざるを得なくなり、2017年3月に閉校した[20]。

茨城県
- 茨城県立水戸第二高等学校 - 2号館・体育館が被災し、2号館は建て替えられ、体育館は耐震工事が行われた。

埼玉県
- さいたま市立栄小学校 - 本校舎が50センチ沈下し、使用不能になった。仮設校舎を建設し、校舎を解体、2012年に新校舎が着工、2014年に完成した。

千葉県
- 千葉県立浦安南高等学校 - 液状化被害による修復のため、旧千葉県立船橋旭高等学校校舎へ一時移転して新学期を開始した。

### 病院
宮城県・岩手県・福島県の33の災害拠点病院のうち、31病院が一部損壊の被害を受けた。また、震災を契機に全国的に耐震診断や老朽化した病院の建て替え・耐震化工事が加速した。
- 公立志津川病院 - 4階まで津波が押し寄せ、患者107人中72人が死亡または行方不明、職員も3人が死亡
- 石巻市立雄勝病院 - 患者40人が全員死亡・行方不明、職員30人中24人が死亡・行方不明
- 岩手県立高田病院 - 患者と医師20人が死亡
- 双葉病院 - 隣接するドーヴィルを含め50人が死亡

### 博物館
- 宮城県慶長使節船ミュージアムでは、津波の直撃を受けたドッグ棟展示室が壊滅、復元船サン・ファン・バウティスタ号も一部破損した。
- 宮城県石巻市にあるマンガ・アニメミュージアムの石ノ森萬画館は、河口近くの中州上という立地もあって地震と大津波で激しく損傷し、同館とJR石巻駅を結ぶ「いしのまきマンガロード」に立ち並ぶキャラクターたちも津波の被害に遭った[21]。
- 千葉市稲毛海浜公園内の「千葉市 花の美術館」は液状化により前庭・通路等に被害が発生し休館となったが[22]、9月16日より一部区画を除き再開館する事が発表された。[23]

## 商業施設

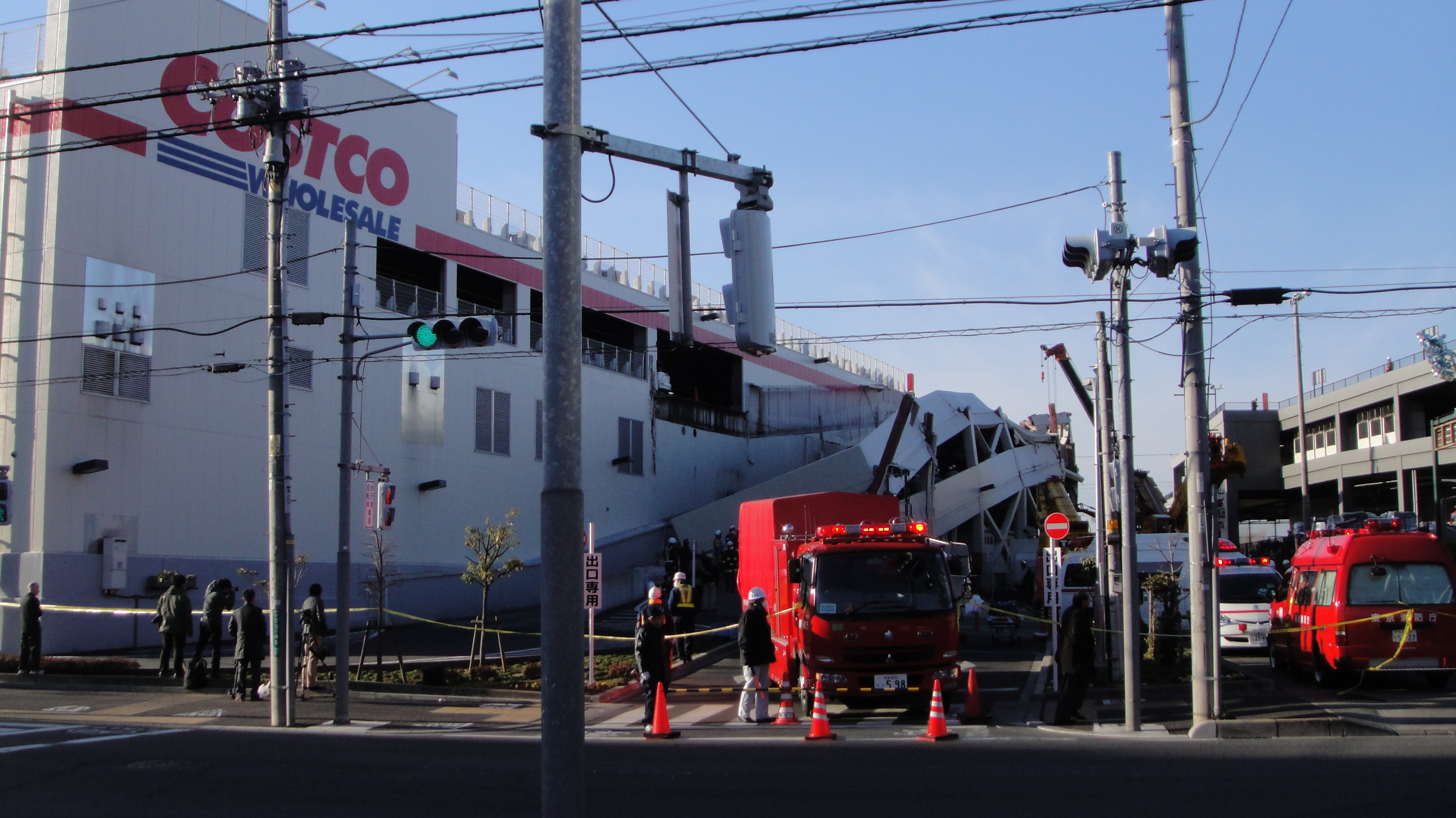
地震によりスロープが崩落したコストコ多摩境倉庫店

商業施設の建物被害については、各市町村や各企業単位以上の集計が行われなかったため、被害の全容は不明で終わっている。政府発表としては、平成23年7月14日付で内閣府が「被災地にある総合スーパーの約3割、コンビニ店舗の4割強」が震災により営業停止したと発表したに留まる。
それぞれの商業施設の被害状況は以下の通り。

### 総合スーパー・ショッピングセンター・百貨店
| 所在地     | 店舗名                                          | 営業再開日   | 被害概要                               |
| ---------- | ----------------------------------------------- | ------------ | -------------------------------------- |
| 大船渡市   | 三陸ショッピングセンターサンリア                | 4月1日       | 外壁・天井崩落                         |
| 一関市     | イオン一関店                                    | 3月21日      | 外壁・天井崩落・看板塔傾斜             |
| 陸前高田市 | リアスコースト・ショッピングセンターリプル      | -            | 全壊流失                               |
| 大槌町     | シーサイドタウンマスト                          | 12月22日     | 浸水・火災                             |
| 仙台市     | 三井アウトレットパーク 仙台港                   | 6月25日      | 1階部分浸水                            |
| 仙台市     | カインズモール仙台港                            | 4月8日       | 浸水                                   |
| 仙台市     | ララガーデン長町                                | 4月8日       | 立体駐車場崩落                         |
| 仙台市     | イオンタウン仙台泉大沢                          | 3月13日      | エスカレーター崩落                     |
| 仙台市     | 仙台泉プレミアム・アウトレット                  | 6月17日      | 電気・空調設備被害                     |
| 仙台市     | セルバ                                          | 4月13日      | 内装被害                               |
| 仙台市     | さくら野百貨店仙台店                            | 4月5日       | 高層階外壁崩落                         |
| 石巻市     | イオンモール石巻                                | 3月31日      | 避難者による店舗占拠                   |
| 塩竈市     | イオンタウン塩釜                                | 6月25日      | 1階部分浸水                            |
| 気仙沼市   | イオン気仙沼店                                  | 4月1日       | 1階部分浸水                            |
| 多賀城市   | イオン多賀城店                                  | 8月10日      | 1階部分浸水                            |
| 利府町     | イオンモール利府（現：イオンモール新利府 北館） | 3月15日      | 天井崩落、買物客に犠牲者               |
| 郡山市     | ザ・モール郡山                                  | 4月15日      | 天井崩落、スプリンクラー作動による水損 |
| 郡山市     | Ati郡山                                         | 9月22日      | 躯体損傷                               |
| 郡山市     | ショッピングモールフェスタ                      | 3月13日      | エスカレーター崩落                     |
| いわき市   | 鹿島ショッピングセンターエブリア                | 3月26日      | スプリンクラーによる水濡               |
| いわき市   | MEGAドン・キホーテラパークいわき店              | 4月11日      | 原発30km圏内による自主退避             |
| 富岡町     | トムトム                                        | -            | 警戒区域                               |
| 浪江町     | サンプラザ                                      | -            | 警戒区域                               |
| 大熊町     | スーパーセンターPLANT-4大熊店                   | -            | 警戒区域                               |
| 大洗町     | 大洗リゾートアウトレット                        | 7月16日      | 1階部分浸水                            |
| 水戸市     | 丸井水戸店                                      | 4月15日      | 設備損傷                               |
| 稲敷市     | パルナ                                          | 2012年8月3日 | 液状化・使用不能                       |
| 柏市       | 丸井柏VAT（現：柏マルイ）                       | 4月1日       | 設備損傷                               |
| 町田市     | コストコ多摩境倉庫店                            | 2月24日      | 駐車場スロープ崩落、死者あり           |

### スーパーマーケット
| チェーン名                   | 被災店舗 | 再開不能店舗                              | 原発地域店舗                        |
| ---------------------------- | -------- | ----------------------------------------- | ----------------------------------- |
| ヨークベニマル               | 約100    | 3（湊鹿妻・中浦・笹谷）                   | 5（富岡・大熊・夜の森・浪江・原町） |
| マックスバリュ（ザ・ビッグ） | 78       | -                                         | -                                   |
| 西友                         | 24       | 1（多賀城桜木）                           | -                                   |
| 生活協同組合                 | 62       | 2（閖上・アイトピア）                     | -                                   |
| ジョイス                     | 4        | 2（山田・みたけ）                         | -                                   |
| マイヤ                       | 6        | 6（本店・中央・綾里・高田・リプル・大槌） | -                                   |
| ウジエスーパー               | 7        | 1（志津川駅前）                           | -                                   |
| ヤマザワ                     | 6        | -                                         | -                                   |
| フレスコキクチ               | 5        | -                                         | 1（大木戸）                         |
| びはんストア                 | 2        | 1（駅前）                                 | -                                   |

### コンビニエンスストア
| チェーン名              | 被災店舗 | 再開不能店舗 | 原発地域店舗 |
| ----------------------- | -------- | ------------ | ------------ |
| セブン-イレブン         | 約600    | 約20         | 16           |
| ローソン                | 387      | 20           | 8            |
| ファミリーマート        | 約300    | -            | 8            |
| サークルKおよびサンクス | 約200    | 10           | -            |
| ミニストップ            | 160      | 2            | 3            |

### その他小売チェーン
| チェーン名             | 被災店舗 | 再開不能店舗                            | 原発地域店舗                            |
| ---------------------- | -------- | --------------------------------------- | --------------------------------------- |
| ファーストリテイリング | 174      | -                                       | -                                       |
| DCMホールディングス    | 28       | -                                       | -                                       |
| カインズ               | 16       | -                                       | -                                       |
| コメリ                 | 16       | 5（陸前高田・唐桑・志津川・山元・丸森） | 6（浪江・富岡・双葉・楢葉・飯舘・小高） |
| ヤマダ電機             | 54       | -                                       | -                                       |
| ケーズデンキ           | 約100    | -                                       | 1（富岡（開店予定店舗））               |
| コジマ                 | 56       | -                                       | -                                       |
| ニトリ                 | 13       | -                                       | -                                       |
| ドン・キホーテ         | 10       | -                                       | -                                       |

## レジャー施設
日本動物園水族館協会の発表では、14の動物園・水族館で被害があったと発表した。この集計に含まれていないものも含め、主な被害状況は以下の通り。
| 所在地     | 施設名                     | 営業再開日 | 被害概要                           |
| ---------- | -------------------------- | ---------- | ---------------------------------- |
| 青森市     | 青森県営浅虫水族館         | 3月22日    | 停電・物資欠乏                     |
| 男鹿市     | 秋田県立男鹿水族館         | 4月1日     | 停電・物資欠乏                     |
| 久慈市     | もぐらんぴあ               | 移転       | 全壊・飼育魚ほぼ全滅               |
| 気仙沼市   | シャークミュージアム       | -          | 全壊・飼育魚全滅                   |
| 気仙沼市   | はまなすステーション       | -          | 全壊・飼育魚全滅                   |
| 気仙沼市   | 岩井埼フロムナードセンター | -          | 全壊・飼育魚全滅                   |
| 陸前高田市 | 海と貝のミュージアム       | -          | 全壊・飼育魚全滅                   |
| 山田町     | 鯨と海の科学館             | -          | 全壊・飼育魚全滅                   |
| 松島町     | マリンピア松島水族館       | 4月23日    | 浸水・電気設備喪失・飼育魚一部死滅 |
| 大洗町     | アクアワールド・大洗       | 4月1日     | 停電・物資欠乏                     |
| 羽生市     | さいたま水族館             | 4月1日     | 電力不足                           |
| 江戸川区   | 葛西臨海水族園             | 4月1日     | 電力不足                           |
| 盛岡市     | 盛岡市動物公園             | 4月9日     | 停電・物資欠乏                     |
| 仙台市     | 八木山動物公園             | 4月23日    | 設備被害                           |
| 那須町     | 那須どうぶつ王国           | 4月2日     | 併設の温泉施設被害                 |
| 日立市     | 日立市かみね動物園         | 3月22日    | ペンギン舎倒壊                     |
| 宮代町     | 東武動物公園               | 3月26日    | 電力不足                           |
| 東松山市   | 埼玉県こども動物自然公園   | 3月26日    | 電力不足                           |
| 台東区     | 恩賜上野動物園             | 4月1日     | 電力不足                           |
| 日野市     | 多摩動物公園               | 4月1日     | 電力不足                           |
| 武蔵野市   | 井の頭自然文化園           | 4月1日     | 電力不足                           |
| 羽村市     | 羽村市動物公園             | 4月1日     | 電力不足                           |
| 足立区     | 足立区生物園               | 4月2日     | 電力不足                           |
| 千葉市     | 千葉市動物公園             | 4月1日     | 電力不足                           |

テーマパーク・総合レジャー施設・遊園地の主な被害は以下の通り。
| 所在地   | 施設名                     | 営業再開日    | 被害概要             |
| -------- | -------------------------- | ------------- | -------------------- |
| 奥州市   | とうほくニュージーランド村 | 7月1日        | 施設被害             |
| 仙台市   | 仙台ハイランド             | 4月27日       | 遊戯施設損傷         |
| 仙台市   | 八木山ベニーランド         | 4月16日       | 遊戯施設損傷         |
| 郡山市   | 郡山カルチャーパーク       | 4月29日       | 風評・物資欠乏       |
| 小野町   | リカちゃんキャッスル       | 4月29日       | 風評・物資欠乏       |
| 田村市   | こどもの国ムシムシランド   | 2012年7月14日 | 避難準備区域         |
| いわき市 | スパリゾートハワイアンズ   | 10月1日       | 天井崩落・プール損壊 |
| 日立市   | 奥日立きららの里           | 5月1日        | 施設損壊             |
| 日光市   | 日光江戸村                 | 4月18日       | 電力不足             |

公共ホールと同様に、映画館・シネマコンプレックスでも天井の崩落や建物の損傷が、東北と関東の各地で数多く発生した。

宮城県内では5月時点でも復帰の見通しが立っていない施設が多かった。関東では、被害が軽微である施設は修繕工事を経ておおむね4月中までに再開したが、茨城県内のシネマコンプレックス（イオンシネマ下妻など複数）、千葉県印西市にあるシネリーブル千葉ニュータウンなどが甚大な被害を受け、復旧・再開まで長期間を要する見通しとなった。

## 史跡・文化財

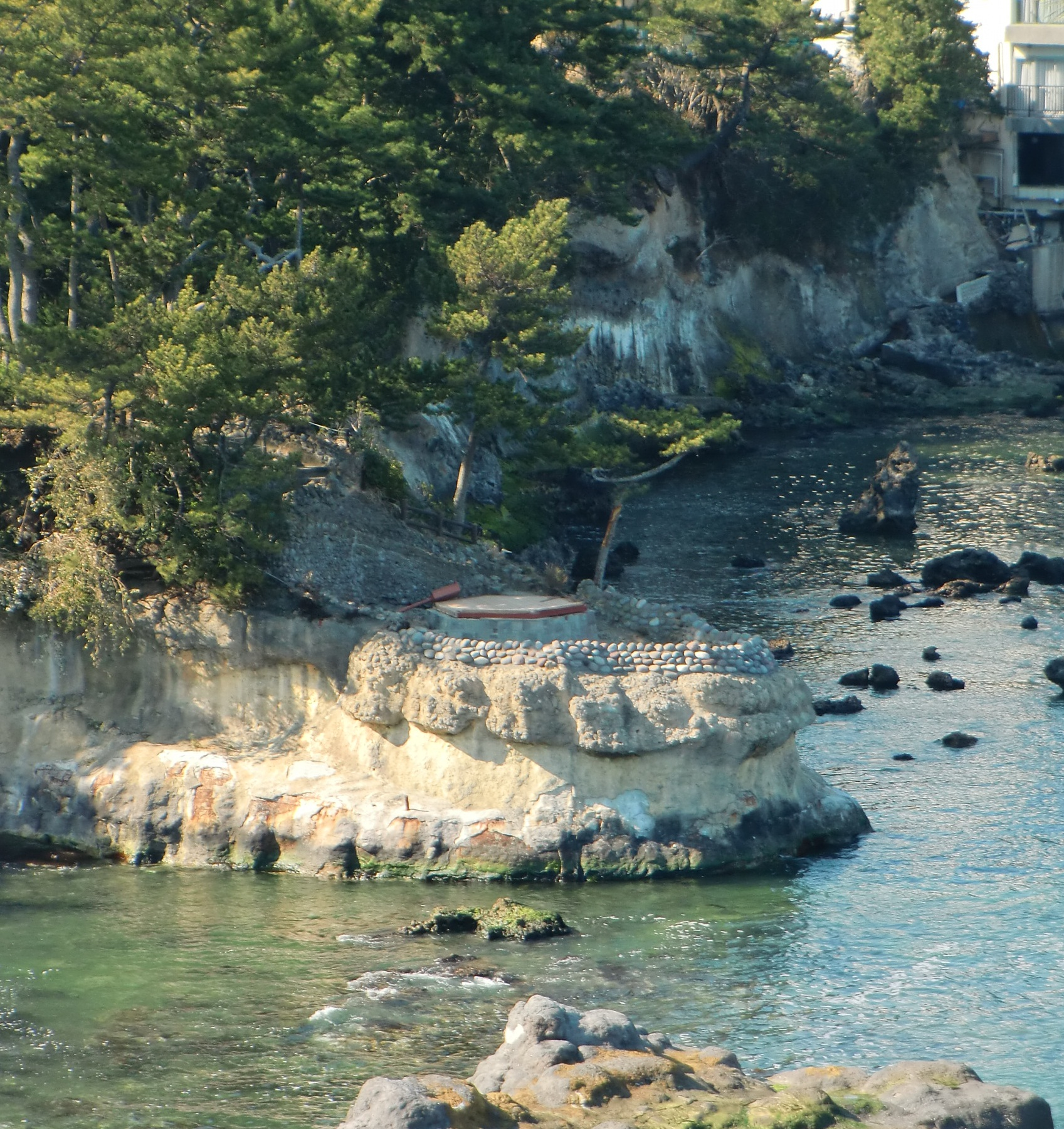
土台を残して消失した六角堂（2011年4月6日・茨城県北茨城市）

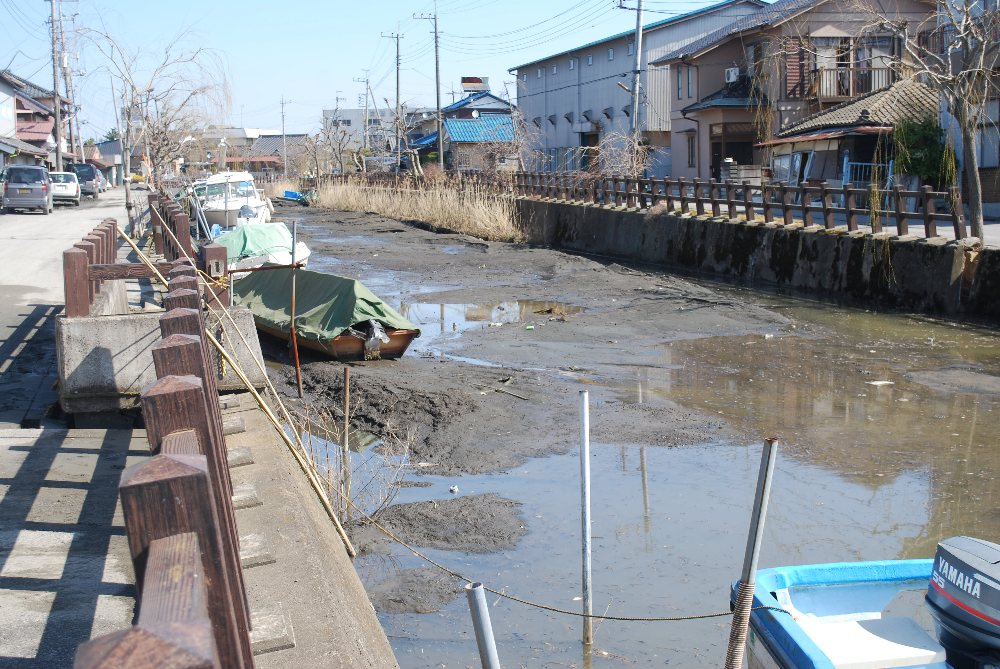
噴砂によって堰き止められた小野川（2011年3月12日、千葉県香取市）

- 4月6日までに文化庁により被害が確認された文化財は463件となった[67]。

- 旧江戸城田安門（東京都千代田区、城跡は特別史跡、門は国の重要文化財）、水戸徳川家墓所（茨城県常陸太田市、国の史跡）、仙台城（宮城県仙台市、国の史跡）では石垣が崩れた[68]。仙台東照宮（宮城県仙台市、本殿等は重要文化財）では石灯籠の8割が崩壊し、旧弘道館（茨城県水戸市、特別史跡、建造物3棟が重要文化財）では鐘楼が全壊する被害が発生した。

- 瑞巌寺（宮城県松島町、本堂・庫裏及び廊下が国宝）では壁が脱落し、大崎八幡宮（宮城県仙台市、本殿・石の間・拝殿が国宝）では板壁や漆塗装、彫刻が破損した。五浦海岸にあった岡倉天心ゆかりの六角堂（茨城県北茨城市、登録有形文化財）は波打ち際に建っていたが、津波で土台を残して消失し[69]、2012年4月に再建された。同じく茨城県にある五角堂（つくば市谷田部、茨城県指定史跡）は壁面が剥離した[70]。

- ウィリアム・メレル・ヴォーリズが建築を手がけた日本基督教団福島教会（福島県福島市、登録有形文化財）は煙突が倒れ、壁面に亀裂が走る被害が発生したが、補修のためにかかる数億円の費用を賄えず、放置することも危険であるとして取り壊された[71]。

- 茨城県水戸市にある偕楽園では、地盤沈下が多数発生し、休園となった。当時は梅まつりが開催されるなど観光シーズンでもあったが、梅まつりも中止となった[72]。

- 茨城県鹿嶋市の鹿島神宮大鳥居が倒壊。2014年に再建。

- 福島県白河市の白河小峰城では石垣が崩壊した。2018年に復旧が完了する見込み。

- 栃木県真岡市の岡部記念館「金鈴荘」（栃木県有形文化財）では半解体による修理が必要なほどの被害を受け、桟瓦は特注で復元された[73]。

- 千葉県香取市にある佐原の町並み（重要伝統的建造物群保存地区）では、伊能忠敬旧宅などの歴史的建造物に屋根瓦落下などの被害が発生し、町並みを流れる小野川に土砂噴砂の被害が発生した[74]。

## 科学技術関連施設
この震災は、東北太平洋岸や関東東部の科学研究施設や実験施設にも大きな影響を与えた。
- 東北大学（宮城県仙台市）では、学生2人、入学予定者1人が津波で死亡した。農学研究科付属施設など28棟が建て替えが必要な状態となり、実験機器約7,000台も損壊した[77][78]。

- 筑波大学、産業技術総合研究所、高エネルギー加速器研究機構（以上茨城県つくば市）、J-PARC（茨城県東海村）などでは、地震によって多くの装置類が損壊した[79][80][81]。また地震直後の停電では冷凍庫や水温維持装置が機能せず、遺伝子サンプルや生物類の多くが維持できずに失われた。その後の計画停電も、大電力を必要とする実験施設の再開を困難にしている[79]。

- 大槌町にあった東京大学大気海洋研究所は建物・設備とも全壊した。[82]

- 宇宙航空研究開発機構の筑波宇宙センター（茨城県つくば市）では、国際宇宙ステーション (ISS) の日本実験モジュール「きぼう」や宇宙ステーション補給機「こうのとり2号機」の運用管制ができなくなったため[83]、管制業務を一時的にアメリカ航空宇宙局 (NASA) に移行し[84]、3月22日に筑波での運用管制を再開した[85]。

- 情報通信研究機構のおおたかどや山標準電波送信所（福島県田村市・川内村）では、3月11日14時48分31秒から16時40分12秒にかけ、地震及び地震被害回避を期して停波が実施された。翌3月12日に福島第一原子力発電所事故に伴う災害対策基本法の避難指示区域（半径20km圏内に該当）に指定されたため、19時46分より再び停波を実施した。その後、誤った電波を発射しないよう監視する仕組みなどを追加することにより無人で運用できるよう改修し、4月21日13時54分に暫定的に送信を再開したが[86][87]、4月25日12時6分に発生した落雷により再び停波した。同送信所周辺は4月22日以降警戒区域に指定されているが、5月9日に職員が送信所へ一時立ち入りして機器の修理を行い、同日13時8分から再び暫定的に送信を再開している。ただ、送信再開後も雷の発生等天候の状況によっては落雷回避の為に遠隔操作による停波を実施している。

- 国立天文台の水沢VLBI観測所（岩手県奥州市）では、3月11日の本震によって観測所自体が東へ2.09メートル、南へ1.15メートル（合わせて東南東へ2.4メートル）移動し、0.13メートル沈下したことが、GPSや欧州宇宙機関が運用しているガリレオ衛星を用いた観測から明らかになった。その後の余震などによってさらに1割程度の動きが加わり、3月下旬までに元の位置から東へ2.36メートル、南へ1.23メートル動いている[88]。

## 海浜・干潟
- 宮城県仙台市では、渡り鳥の飛来地として知られ、国が「海浜鳥獣保護区特別保護地区」に定めていた蒲生干潟が津波により壊滅し、県は再生不能と見ている[89]。

- 茨城県ひたちなか市にある国営ひたち海浜公園では、スイセンが見頃で観光シーズンだったところに被害が発生した[90]。2011年4月8日まで休園。4月9日より部分開園し、4月19日より全面開園した。

- 千葉県西部の東京湾に面した三番瀬でも、各所で異変が発生した。船橋市のふなばし三番瀬海浜公園では、液状化により園内及び人工海浜に多大の被害が出たため、全施設を立ち入り禁止とした。このため潮干狩り・プールは同年内の日程を全てキャンセルした[91]。

## 治水・利水施設

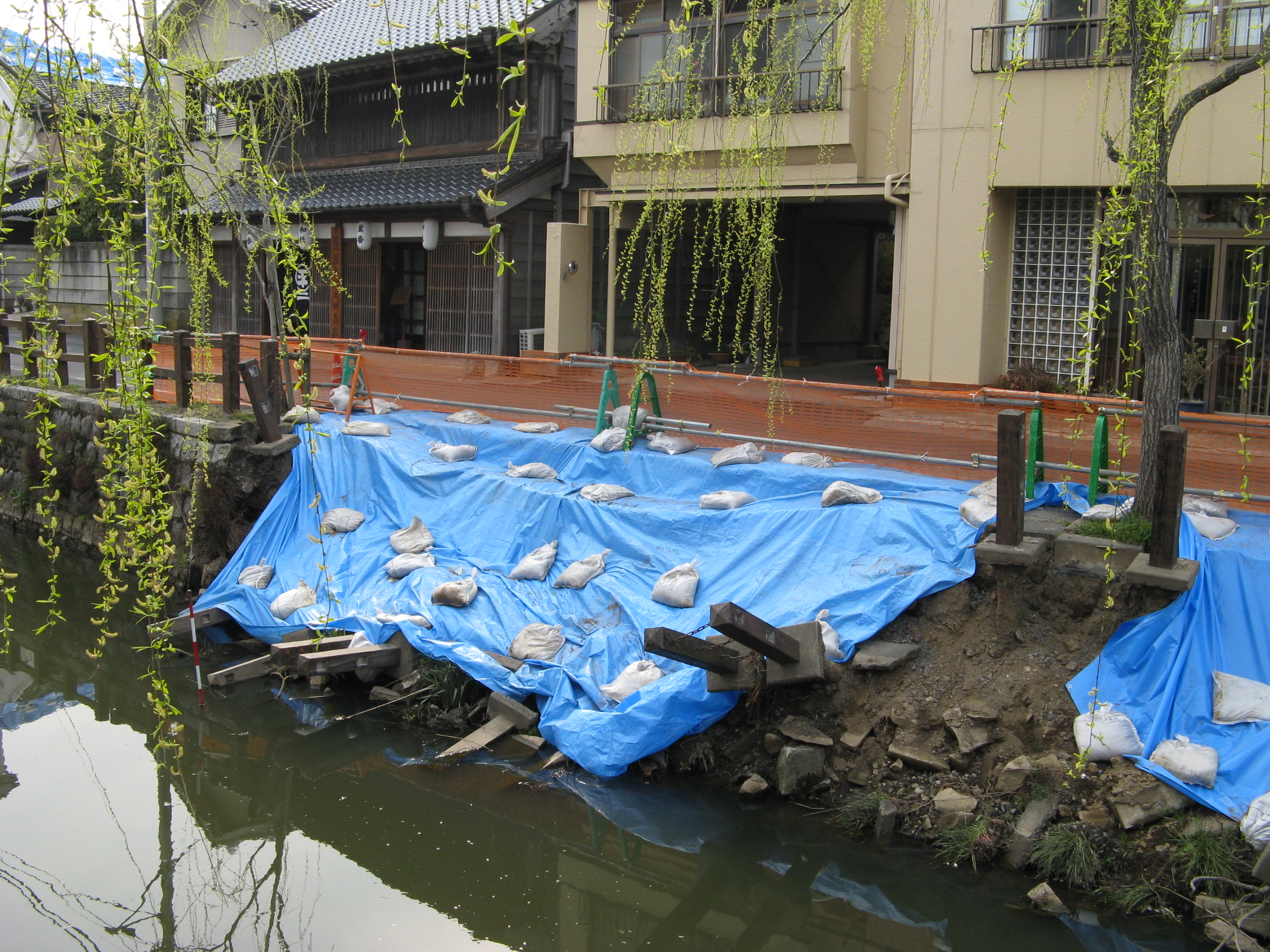
小野川の崩壊箇所

- 福島県須賀川市では、藤沼ダムが決壊して死者・行方不明者8人を出した上、貯水量のほとんどを失った（当該記事参照）。

- 埼玉県幸手市では、江戸川堤防が約200メートル陥没した[92]。

- 岩手県奥州市では、石淵ダムにひび割れが発生した[92]。

- 千葉県浦安市の境川や香取市の小野川では護岸が広範囲にわたって崩壊した。

## その他
- 栃木県益子町では、主力産業である益子焼の在庫のうち、少なくとも1億円相当以上が損壊し、40基あった登り窯のほとんどが修復を要する損傷を受けた[93]。停電計画が不透明であるため、ガス窯や電気窯での操業も難しく、町は2日連続での計画停電を避けるよう、東京電力に要望書を送った[94]。
- 東京都では、お台場のテレコムセンターと海上保安庁海洋情報部庁舎、池袋を含む江東・墨田・中央・大田・豊島各区などの計32か所で火災が発生した[95]。また、晴海客船ターミナルも天井落下などの大きな被害を受けた[96][97]。東京タワーでは、頂部にある日本放送協会 (NHK) のアナログテレビ放送用のアンテナがわずかに曲がった。NHK総合テレビと教育テレビは減力放送を実施し、一部でアナログ放送の電波が乱れたが、放送の中断は起こっておらず[98][99]、塔全体には問題がないとしている[100]。なお、当時建設中であった東京スカイツリーでは、地震による被害やけが人はなかったことが確認された[101]。
- 和歌山県東牟婁郡太地町では、11日21時ごろに約90 cmの津波が押し寄せ、その影響で水族館への販売などの目的で港内の生け簀に入れられていたイルカ十数頭が死んだ[102]。